# Maciejowiec
Maciejowiec est une localité polonaise de la gmina de Lubomierz, située dans le powiat de Lwówek Śląski en voïvodie de Basse-Silésie.